# Херберт фон Караян
Хѐрберт фон Ка̀раян (на немски: Herbert von Karajan) е австрийски диригент, сред най-изявените през втората половина на XX век. Вестник „Ню Йорк Таймс“ пише за него, че е „вероятно най-известният диригент в света и една от най-могъщите фигури на класическата музика“.

## Биография

### Генеалогия
Херберт фон Караян е син на буржоазно залцбургско семейство от гръцки или арумънски (влашки) произход. Неговият прапрадядо Георг Йоханес Караянис е роден в Кожани, град в гръцка Западна Македония, която тогава е била част от Османската империя, и е заминал за Виена през 1767 г., а после и за Кемниц, Саксония. Той участвал заедно с брат си в създаването на саксонската конфекционна индустрия и заедно с двамата си синове бил удостоен с благородническа титла от Фридрих Аугуст III на 1 юни 1792 г., оттук и префиксът „фон“ във фамилното име. Прадядото на диригента вече носил познатата фамилия, а не името Караянис. 

### Ранни години
Караян е роден на 5 април 1908 година в Залцбург в семейството на музиканти, като наследява благородническата титла Хериберт рицар фон Караян (Heribert Ritter von Karajan). През 1926 г. завършва залцбургската консерватория Моцартеум със специалност пиано, след това продължава образованието си във Виенския университет за музика и изпълнителско изкуство („Universität für Musik und darstellende Kunst Wien“). Дебютът си като диригент осъществява през 1929 г. с операта „Сватбата на Фигаро“, през същата година е назначен на първата си официална работа като диригент на симфоничния оркестър в град Улм.
Той също дирижира Саломе във Фестшпилхаус в Залцбург и от 1929 до 1934 г. служи като първи капелмайстор в Щадтеатер в Улм. През 1933 г. прави диригентския си дебют на фестивала в Залцбург в продукцията на Макс Райнхард Фауст. Следващата година, отново в Залцбург, Караян дирижира Виенската филхармония за първи път, а от 1934 до 1941 г. дирижира опера и симфоничните оркестри на аахенската опера.

### Националсоциалистическата партия
През 1935 г. на кариерата на Караян се дава значителен тласък, когато става член на националсоциалистическата партия. Същата година Караян е назначен за главен музикален директор (най-младият в Германия) и гост-диригент на концертите в Букурещ, Брюксел, Стокхолм, Амстердам и Париж. През 1937 г. прави дебюта си с Берлинската филхармония и Берлинската държавна опера с Фиделио. Караян подписва договор с „Deutsche Grammophon“ през 1938 г. През 1942 г. се жени за Анита Гутерман, чийто баща е четвърт-евреин, но след сватбата НСДАП решава да я направи „почетен ариец“. Самият Караян започва своите концерти с националсоциалистическия химн „Песен на Хорст Весел“.
Караян често е обвиняван за членството си в НСДАП и че не напуска Германия по време на националсоциалистическия период, както правят други музиканти като Бруно Валтер, Ерих Клайбер, Артуро Тосканини, макар да е известно, че и много известни имена като Вилхелм Фуртвенглер, Рихард Щраус и Карл Орф остават. По тази причина след края на войната и неговото турне в САЩ от 1955 г. е посрещнато с демонстрации. Музиканти с еврейски произход като Исак Щерн, Артур Рубинщайн и Ицхак Пърлман отказват да свирят с Караян заради неговото минало.

### Години на успех
През 1937 г. постига първия си голям международен успех с операта „Тристан и Изолда“ във виенската Щатсопера. Една година по-късно успехът е затвърден с операта „Фиделио“ от Бетховен, която поставя в Берлинската държавна опера. През 1948 г. е диригент на прочутия фестивал в Залцбург, а малко по-късно става художествен ръководител на Виенския симфоничен оркестър. Същата година дебютира в Ла Скала със „Сватбата на Фигаро“, а шест години след това там поставя „Лучия ди Ламермур“ от Доницети с Мария Калас. Той поставя за първи път в Залцбург вагнеровата опера „Пръстенът на нибелунга“, с която през 1967 г. дебютира на сцената на „Метрополитън опера“.
Голямата любов на Караян обаче си остава Берлинската филхармония, която поема през 1955 г. след смъртта на Вилхелм Фуртвенглер и дирижира почти до края на живота си. Той е и диригентът, който успява да придаде неповторимото звучене на Берлинската филхармония и нейния неподражаем стил на интерпретация и звучене, резултат не само от положените усилия в репетиционната зала, а и на факта, че оркестърът никога не се е „носил по течението“, а е предпочитал да отстоява своята традиция на добре подбрани изненади, превръщайки класическата музика в едно непрестанно приключение.
В историята на музикалното изкуство Караян остава с огромна колекция от музикални записи и в същото време не един филм и оперни постановки. Херберт фон Караян е поканен от Съвета на Европа да подготви инструменталния аранжимент на химна на Европа за соло пиано, духов и симфоничен оркестър.

## Наследство
През целия си творчески път Караян гледа на класическата музика със съзнанието, че тя може да бъде поднесена масово в достъпен вид. Той е първият, който прегръща идеята за компактдисковете (CD) и записите върху тях. Караян предчувства много от идеите на нашето съвременно медийно общество и се стреми те да станат реалност колкото се може по-бързо. Няма друг диригент, осъществил повече звукозаписи от него – на практика Караян издава почти целия си огромен репертоар, състоящ се в голямата си част от произведения на немските романтици, особено Бетховен и Вагнер, за които той се слави с изключително точната и безукорна тяхна интерпретация.
Фон Караян първи открива огромния потенциал във филмирането на опери. Работи в сътрудничество с Франко Дзефирели и с него поставя Бохеми през 1963 г. в Ла Скала и една година по-късно – Травиата.
Той е диригент и режисьор на филмите „Палячи“, „Кармен“ и „Девета симфония“ от Лудвиг ван Бетховен.
Строежът и дизайнът на представителния Голям фестивален театър (Großes Festspielhaus) в Залцбург (1960) и революционната Берлинска филхармония на Ханс Шарун (Bernhard Hans Henry Scharoun) (1963) са създадени под негово влияние.
Караян създава Залцбургския великденски фестивал (1967).
През 1981 г. представя първото CD на публиката с думите „грамофонната плоча на бъдещето“ и така става предводител на реформаторите в модерната класическа музика.

## Награди на името на Караян
През 1983 г. ЮНЕСКО учредява международна награда на името на Караян за изключителни заслуги в развитието на музиката.

## В популярната култура
Записвана от фон Караян музика, като „Тъй рече Заратустра“ на Рихард Щраус и „На хубавия син Дунав“ на Йохан Щраус (син), е използвана от Стенли Кубрик в неговия филм „2001: Космическа одисея“. Той отново използва записвана от Караян музика във филма „Сияние“, този път това са записи на произведения на Бела Барток. Деветата симфония на Бетховен звучи два пъти във филма на Кубрик „Портокал с часовников механизъм“, първият път това е версия на Ференц Фрикси, а вторият, във финала на филма, е отново Караян. Забележителното е, че при снимането на „Космическа одисея“ Кубрик прави наново и преправя някои видеозаписи, за да ги нагоди към музиката на Караян (което е обратно на обичайната практика).

## Караян и България
През 1926 г. Херберт фон Караян се дипломира в Моцартеума със специалност пиано, изпълнявайки Първи клавирен концерт на Панчо Владигеров. Вероятно за това той е бил повлиян от своя преподавател Бернхард Баумгартнер, който през август 1924 г. в рамките на Залцбургския фестивал има спектакъл със съвременна музика, в който е включен Първи концерт за цигулка от Панчо Владигеров (в изпълнение на Любен Владигеров), а после изнася и други концерти с творби на П. Владигеров. 
Караян е работил с български изпълнители като Николай Гяуров, Райна Кабаиванска, Анна Томова-Синтова, Антон Дяков, Алексис Вайсенберг, Софийския радиохор (Мусоргски, Борис Годунов), хора на Софийската опера (Верди, Реквием), два концерта с Виенската филхармония в НДК (8 и 9 март 1983 г.):
- Брамс, концерт за цигулка (с Ан-Софи Мутер) и Първа симфония;
- Хайдн, Симфония 104 и Чайковски, Пета симфония.

В началото на 80-е години Караян прекарва известно време на лечение в Банкя в почивната станция на ЦК на БКП.
Дъщерята на Маестрото, джаз-изпълнителката Арабел Караян, от години живее и твори в България. 

### Видео
- Караян, Вивалди, Пролет
- Вагнер
- Фон Караян дирижира 9-а симфония на Бетховен (Част 1)
- Фон Караян дирижира 9-а симфония на Бетховен (Част 2)
- Фон Караян дирижира Бетховеновата 5-а симфония, видеозапис от 1966 Архив на оригинала от 2008-03-15 в Wayback Machine.